# Волжский бурлак
«Волжский бурлак» (англ. The Volga Boatman) — немой фильм, драма Сесиля Б. ДеМилля, вышедший на экраны в 1926 году. Экранизация романа Конрада Берковичи (родом из Румынии, начал печататься в США, где и был популярен ко времени создания фильма).

## Сюжет
Красавица княгиня Вера влюблена в царского офицера Дмитрия, но не может оторвать глаз от мускулистого бурлака Фёдора. Однако Фёдор не обращает внимания на княжну, он вовлечён в вихрь событий Октябрьской революции. Вера остаётся с отцом, когда красноармейцы захватывают княжеское поместье, а в их числе и красный командир Фёдор. В ходе последующих событий убит один из друзей Фёдора, а цыганка Маруся, влюблённая в Фёдора и тоже ставшая большевичкой, призывает красноармейцев расстрелять Веру в отместку. Фёдор соглашается, но просит всех выйти из комнаты, дабы поговорить наедине с Верой. В ходе этого разговора Фёдор понимает, что любит её и не может в неё стрелять. Они вместе бегут и попадают в руки белогвардейцев, которыми командует Дмитрий. На сей раз к расстрелу приговаривают Фёдора, но судьба-злодейка опять меняет ход истории. Вновь приходят красные и…
В конце фильма любовный треугольник — Фёдор, Вера и Дмитрий оказываются перед лицом большевистского трибунала, который в знак заслуг Фёдора перед Советской властью прощает его прегрешения и позволяет Вере и Дмитрию самим определиться со своим выбором: Вера выбирает жизнь в Советской России, а Дмитрий просит об изгнании на чужбину.

## В ролях
- Уильям Бойд — Фёдор, волжский бурлак
- Элинор Фэйр — княжна Вера
- Роберт Эдисон — князь Никита
- Виктор Варкони — князь Дмитрий
- Джулия Фэй — Маруся, цыганка
- Теодор Козлофф — Степан, кузнец
- Артур Рэнкин — Василий, бурлак
- Эдвард Брэйди — бурлак (в титрах не указан)
- Чарльз Клэри — офицер Красной Армии (в титрах не указан)
- Джино Коррадо — офицер Белой Армии (в титрах не указан)
- Джон Георг — красноармеец (в титрах не указан)
- Юджин Паллет — революционер (в титрах не указан)
- Вильям Хемпфри — председатель трибунала (в титрах не указан)

## Съёмки
Фильм был снят студией ДеМилля DeMille Pictures Corporation в Калифорнии, на реке Сакраменто с 9 ноября 1925 года по 8 января 1926 года.

## Премьеры
- — 4 апреля 1926 года состоялась американская премьера фильма[1].
- — с 23 мая 1926 года начался театральный прокат фильма на всей территории Соединённых Штатов[1].
- — 18 апреля 1927 года фильм был впервые показан в Европе, в столице Финляндии — Хельсинки[1].

## О фильме
В конце 1940-х — начале 1950-х годов во времена маккартизма Сесил Б. ДеМилль был убеждённым сторонником «искоренения коммунистов из Голливуда». Однако сам он «подзабыл» к тому времени, что его фильм двадцатилетней давности как раз таки подозревался в симпатиях к коммунистическому режиму в СССР. Во вступительных титрах ДеМилль признаётся, что не в силах человека понять и объяснить русскую революцию, и что он не будет в этом фильме вставать ни на сторону красных, ни на сторону белых, ибо у каждого — своя правда. Как бы там ни было, но фильм был оценен многими на Западе именно как большевистская агитка. Когда фильм был выпущен на экраны, его даже пытались бойкотировать зрители в некоторых странах из-за его, как тогда казалось, просоветской направленности. Хотя в СССР его, наоборот, клеймили как антисоветский.

## Критика
Фильм был просто уничтожен критикой, как левой, так и правой. Известнейший французский критик и историк кино Жорж Садуль, придерживающийся коммунистических взглядов, за что и был почитаем в СССР (труды его переводились на русский и издавались в стране Советов массовыми тиражами) напишет в своем многотомном издании «Всеобщая история кино»:

…Снял он и антибольшевистский боевик «Волжский бурлак» (1925), неправдоподобный и вульгарный фильм, который не спасли даже несколько сцен, навеянных известной картиной Репина.
— Жорж Садуль. Всеобщая история кино. —М.: Искусство, 1958,  Т-4, Часть 2: Глава LII. СЕСИЛЬ БЛАУНТ ДЕ МИЛЛЬ. ISBN 978-5-458-30477-1
Только спустя более полувека начнёт меняться мнение критиков к данной работе режиссёра. Известный российский киновед Сергей Кудрявцев например напишет о том что режиссёр у нас практически не известен, да и вообще не дооценён, а о фильме конкретно следующее:

…есть нечто такое, что позволяет ленте Сесила Блаунта Де Милля резко выделяться на фоне других революционных картин, особенно наших, советских.
Помимо уловленного вечно бунтарского, стихийного, инстинктивного стремления русского человека к свободе во что бы то ни стало и любой ценой, кроме почувствованной непреодолимой тяги влюблённых друг к другу, порой вопреки логике и презрев все социальные условности и жёстко максималистские требования революционного времени, в «Волжском бурлаке» ещё утверждается самоценность человеческой личности среди толпы. Неважно, белые или красные — они ведут себя как неуправляемое стадо, которое рванулось в стихию моральной вседозволенности и узаконенного насилия. И только трое главных героев, имеющих честь и достоинство, противостоят этому аристократическому или нищему быдлу, между кем почти уже нет никакой разницы.
— Сергей Кудрявцев, «3500. Книга кинорецензий. В 2 томах», М.: — Печатный двор, 2008.

## Факты
- На съёмках фильма не обошлось без скандала: голландская актриса Джетта Гудал, ранее снимавшаяся у ДеМилля в фильме «Дорога во вчерашний день» (1925) была утверждена на роль цыганки Маруси, однако первоначально в сценарии её роль была прописана как драматическая, но в ходе работы сценарий переписывался многократно и её героиня стала выглядеть более комично. Вспыльчивая голландка начала изводить режиссёра своими претензиями, типа мол это роль не её амплуа и тому подобное. В конце концов она довела ДеМилля до бешенства и он отстранил её (хотя, актриса утверждает, что сама оставила проект). ДеМилль же отдал роль своей тогдашней любовнице Джулии Фэй. Гудал пришла в ещё большую ярость, когда узнала кому режиссёр отдал её роль и раздавала интервью направо и налево, излив кучу грязи на имя режиссёра[4].
- Также ДеМилль не сошёлся во мнениях с оператором Артуром Миллером, их стычки были многочисленны. В результате Миллер ушёл и был заменён на Дж. Первелла Марли[5].

## Примечания

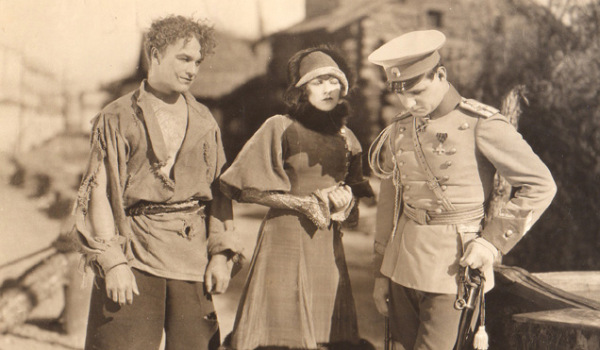
Уильям Бойд, Элинор Фэйр и Виктор Варкони в кадре из фильма